# Essence Engine
Essence Engine é um motor de jogo desenvolvido pela Relic Entertainment.

## Características
- Suporta vários efeitos gráficos, como: luzes e sombras dinâmicas, shaders e High Dynamic Range Lighting;
- Foi uma dos primeiros motores de RTS à criar faces detalhadas com animações avançadas;
- Tem suporte ao DirectX 10.

## Jogos utilizando a Essence Engine

### Essence v1.0
- Company of Heroes (2006)
- Company of Heroes: Opposing Fronts (2007)
- Company of Heroes: Tales of Valor (2009)
- Company of Heroes Online (2009)

### Essence v2.0
- Warhammer 40,000: Dawn of War II (2009)
- Warhammer 40,000: Dawn of War II - Chaos Rising (2010)

- Warhammer 40,000: Dawn of War II – Retribution (2011)

### Essence v3.0
- Company of Heroes 2